# Формињи
Формињи (фр. Formigny) насеље је и општина у северној Француској у региону Доња Нормандија, у департману Калвадос која припада префектури Баје.
По подацима из 2011. године у општини је живело 251 становника, а густина насељености је износила 23,11 становника/km². Општина се простире на површини од 10,86 km². Налази се на средњој надморској висини од 35 метара (максималној 77 m, а минималној 2 m).

## Демографија
| 1962. | 1968. | 1975. | 1982. | 1990. | 1999. | 2011. |
| ----- | ----- | ----- | ----- | ----- | ----- | ----- |
| 274   | 299   | 256   | 241   | 233   | 244   | 251   |

График промене броја становника у току последњих година